# Station Amsterdam Haarlemmermeer
Het Haarlemmermeerstation, tot 1933 Station Willemspark geheten, werd gebouwd in 1915, met als architect H. van Emmerik, maar naar oorspronkelijk ontwerp van Karel de Bazel. Het station staat aan de Amstelveenseweg, hoek Havenstraat. Tot de komst van het busstation van Maarse & Kroon, dat de trein verving, lag er voor het station een klein plantsoen.

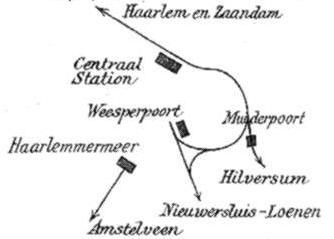
Ligging van de stations in Amsterdam in 1936

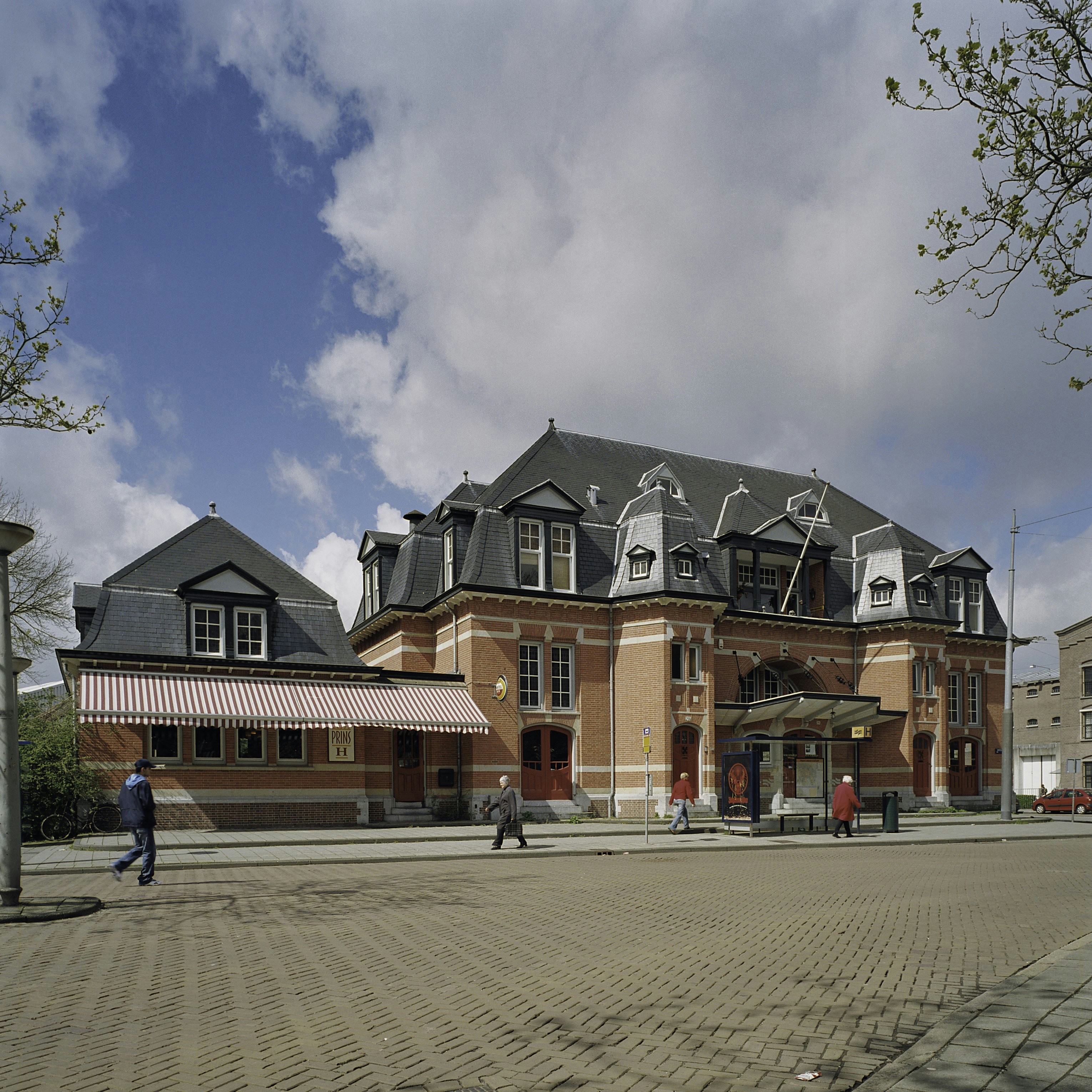
Haarlemmermeerstation straatzijde in juni 2005.

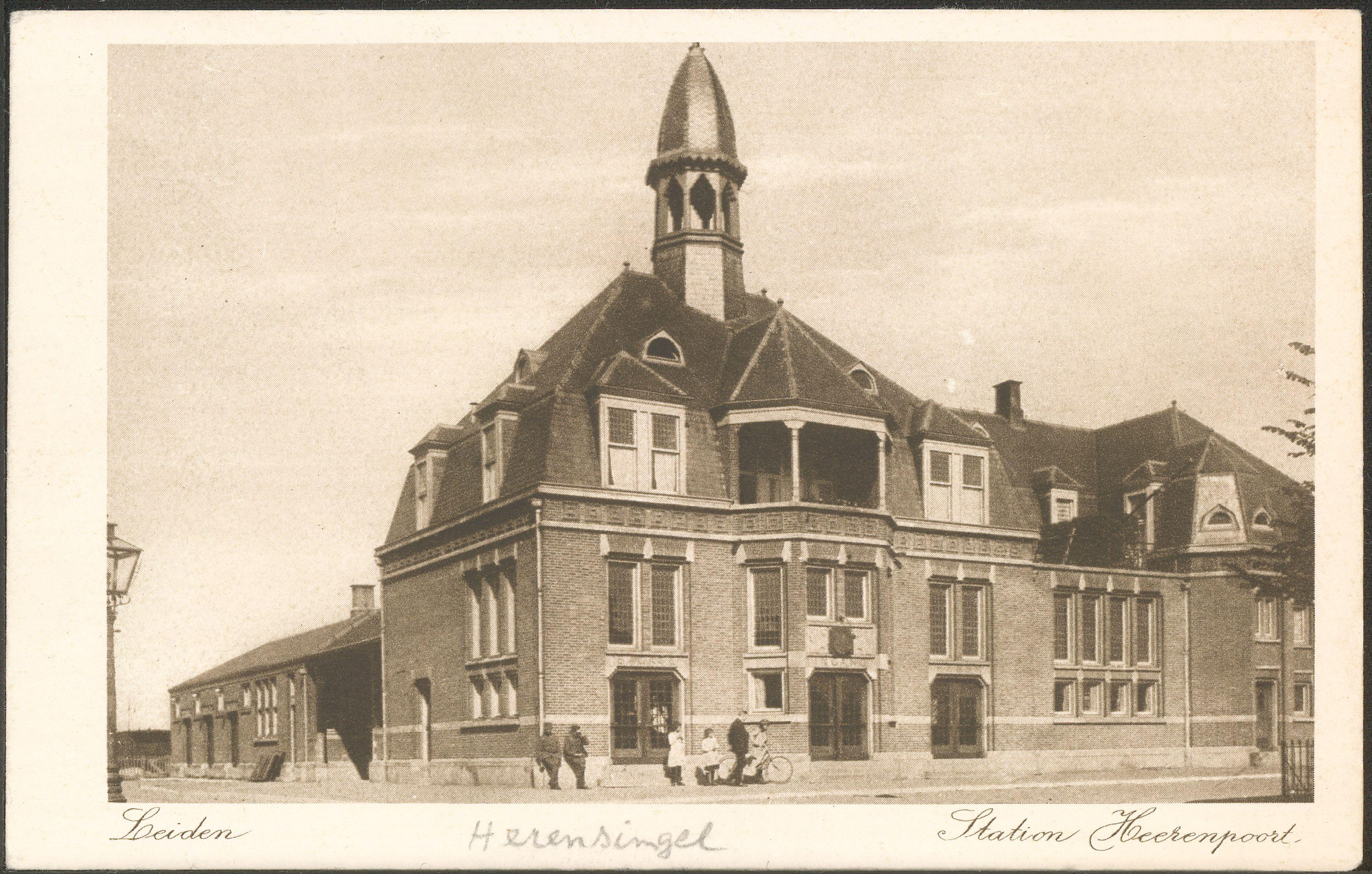
Op deze foto van station Leiden Heerensingel is de gelijkenis met station Amsterdam Haarlemmermeer goed te zien. Ansichtkaart (ca.1925; Collectie Archief Leiden).

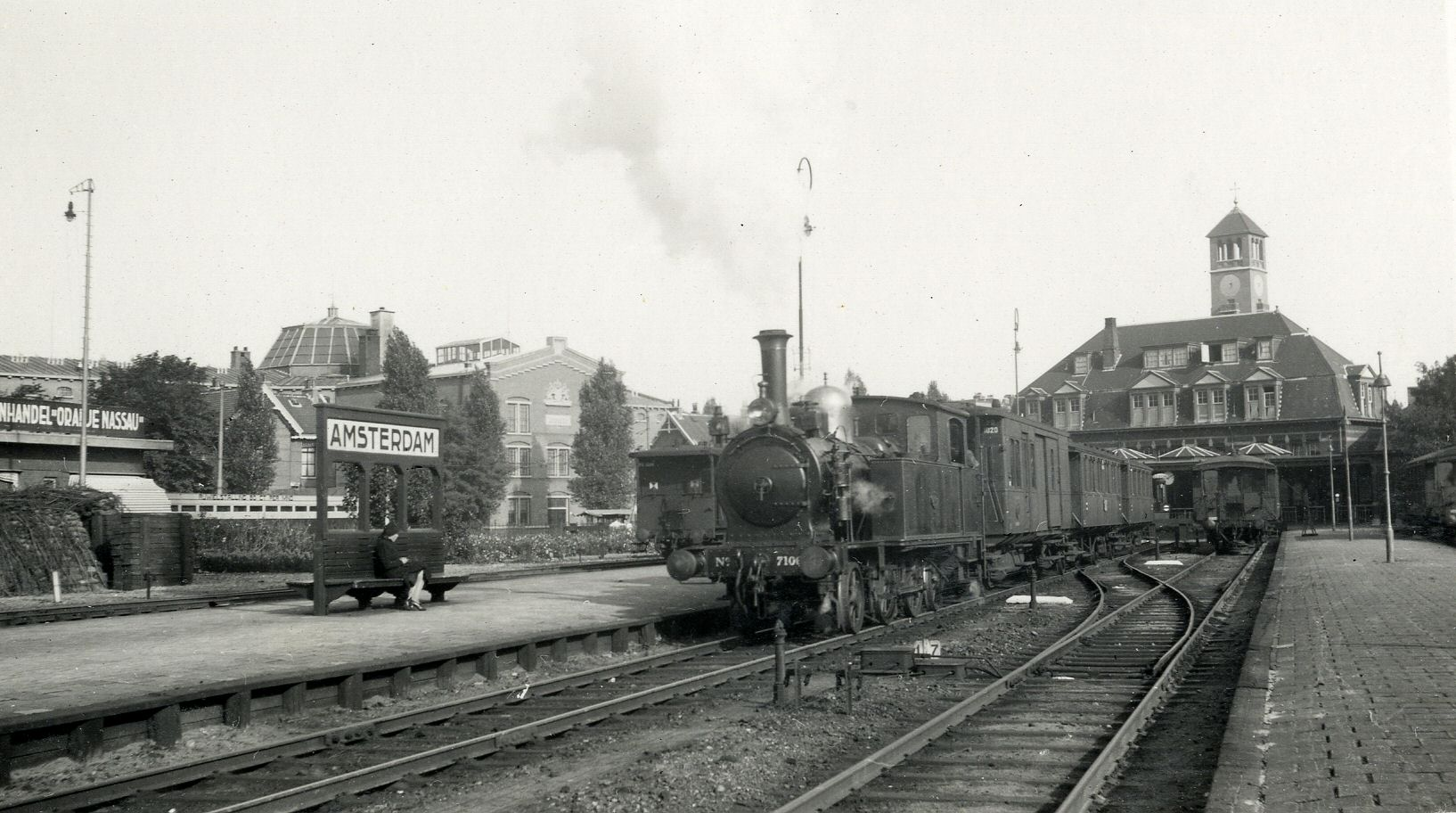
Stoomlocomotief NS 7106 met een trein langs het perron van het station Amsterdam Haarlemmermeer; tussen 1925 en 1935.

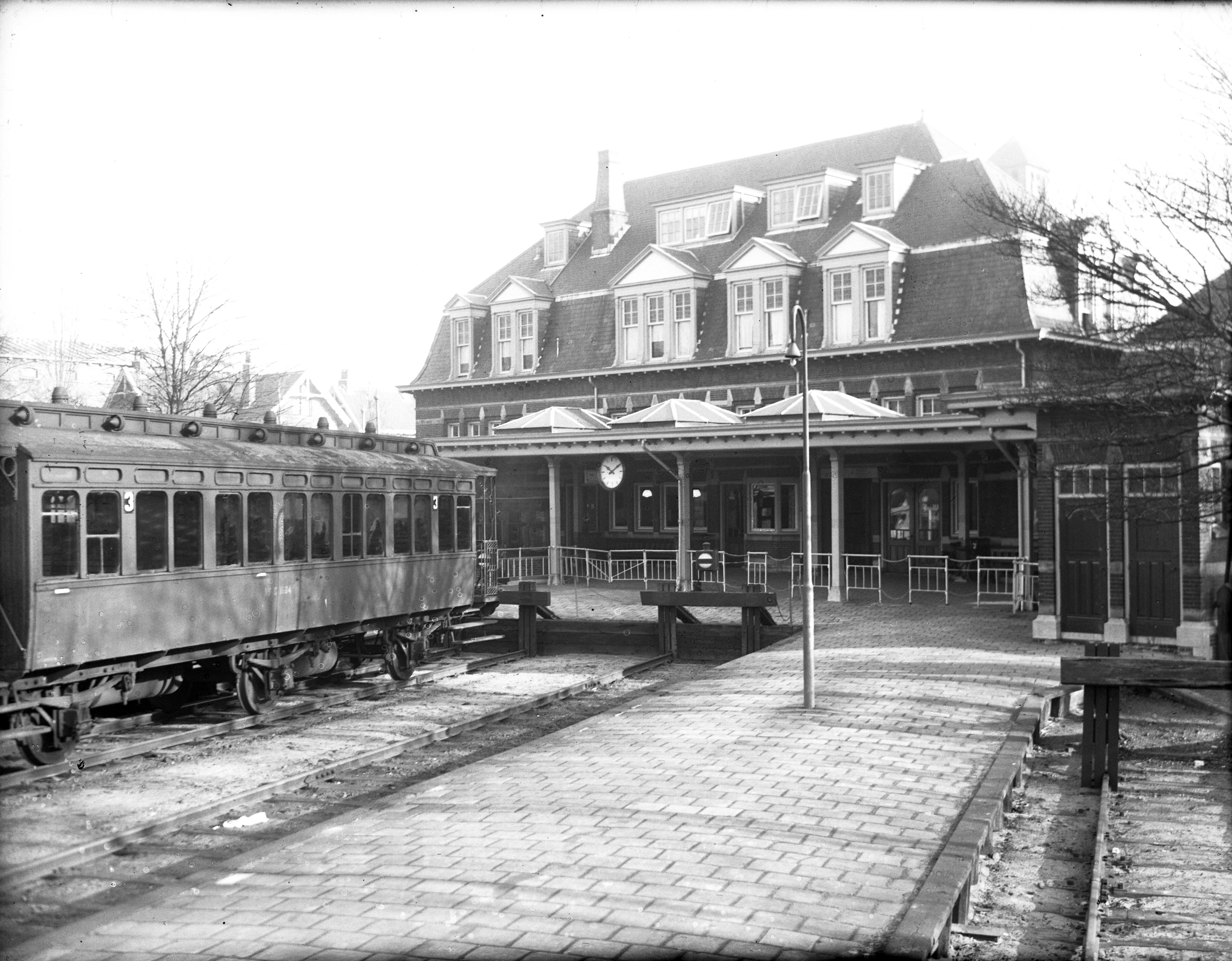
Station Amsterdam Haarlemmermeer met kopsporen en een gedeelte van een NS rijtuig 3de klasse; tussen 1945 en 1950.

Het station is een kopstation. De voorgevel is symmetrisch. Links van het hoofdgebouw is een aanbouw met de vroegere tweedeklas wachtkamer / stationsrestauratie (thans café). De stijl doet in veel opzichten denken aan het voormalige station Leiden Heerensingel. De architect van Leiden Heerensingel (Karel de Bazel) heeft dan ook aan het ontwerp van dit station meegewerkt.
De rechter zijgevel is op bepaalde delen zelfs identiek met de linker zijgevel van het gebouw in Leiden, al dan niet in spiegelbeeld. De naar voren staande delen van de voorgevel, links en rechts van de ingang, zijn bijna identiek aan het rechterdeel van Leiden.
Boven de ingangspartij is een gebogen luifel aangebracht. Daarboven is een halfrond venster. De achtergevel laat de indeling van de bouwlagen goed zien: het zeer hoge dak herbergt twee woonlagen; daarin bevinden zich twee woningen.
Het gebouw werd in de jaren 1990 door de Nederlandse Spoorwegen overgedragen aan het Stadsdeel Zuid en heeft inmiddels een opknapbeurt ondergaan. De stationshal is in gebruik bij de museumtramlijn, het linkerdeel is een café en werd in het seizoen 2012/'13 ook gebruikt voor het opnemen van televisieprogramma's waaronder het mediaprogramma De Kunst van het Maken van de VARA. Achter het station is een terras.

## Spoorlijn
Het was het Amsterdamse kopstation aan de spoorlijn Aalsmeer - Amsterdam Willemspark van de Haarlemmermeerspoorlijnen, daarnaast was er op Amsterdams grondgebied nog de halte Koenenkade. Het gebouw is gelegen aan de Amstelveenseweg in Amsterdam-Zuid en is het beginpunt van de voormalige spoorlijn naar Amstelveen – Aalsmeer / Uithoorn.
Het reizigersverkeer werd gestaakt in 1950, waarna het goederenverkeer (voornamelijk kolentransport) nog tot 1972 bleef bestaan. Na de sluiting kwam het Haarlemmermeerstation en de lijn naar Amstelveen – Bovenkerk vanaf 1975 in gebruik bij de Electrische Museumtramlijn Amsterdam (EMA). Tijdens de aanleg van de Schiphollijn werd een deel van het traject van 1976 tot 1981 wederom gebruikt voor de aanvoer van bouwmaterialen en treinstellen.

## Voormalig emplacement
Achter het stationsgebouw lag het spoorwegemplacement waar de treinen richting Aalsmeer en Uithoorn vertrokken. Aan zuidwestelijke einde stond een karakteristiek seinhuisje. Dit werd gesloopt in 1975. Na de beëindiging van het reizigersverkeer in 1950 werd het emplacement nog verder gebruikt voor goederenverkeer. Vooral het kolentransport was van belang. Er stonden diverse kolenopslagplaatsen. Met de komst van het aardgas verminderde het belang van de kolenhandel. Na de sluiting van de spoorlijn voor goederenverkeer in 1972 ontwikkelde het vroegere emplacement tot een bedrijventerrein, een soort 'rafelrand' van de stad. Vanaf 1975 had de Electrische Museumtramlijn Amsterdam (EMA) hierbinnen zijn plek.
Vanaf de jaren tachtig werden er plannen gemaakt voor dit terrein, eerst in 1987 voor een tramlijn en een tunnel onder de Schinkel door. Dit plan vond geen doorgang. Vanaf circa 2000 werden er plannen gemaakt voor woningbouw. De planvorming voor dit project, het Havenstraatterrein, startte in 2017. In 2021 werd door de gemeente besloten tot uitvoering van dit plan. In 2024 startten de werkzaamheden, waarbij de resten van het vroegere emplacement, de infrastructuur en loodsen, werden opgeruimd. In de volgende jaren worden er circa 500 woningen gerealiseerd.

## Haarlemmermeercircuit
De verkeerskruising en het plantsoen voor het station verdwenen in 1950 en maakten plaats voor het busstation van Maarse & Kroon. Ook verscheen er een rotonde waarop de Amstelveenseweg, Cornelis Krusemanstraat, Bernard Kochstraat en Havenstraat uitkomen.
De rotonde was van belang om het verkeer beter te kunnen laten doorstromen maar ook van belang om de vele vervangende bussen van Maarse & Kroon te kunnen laten keren die waren ingesteld na de opheffing van de trein in 1950. Ook de tramsporen werden rond het circuit verlegd. In 1973 werd echter ten behoeve van tram 16 staduitwaarts een spoor dwars door het circuit gelegd waardoor de lijn het circuit niet meer behoefde te ronden wat veel tijd bespaarde.

## Openbaar vervoer
Van 1923 tot 1971 had tramlijn 16 in de Havenstraat zijn eindhalte. Ook hadden enkele buslijnen er een halte. De meeste lijnen hadden hun halte voor het station of op de Amstelveenseweg. In 1971 kreeg lijn 16 een halte voor het station, deze lijn werd op 22 juli 2018 opgeheven. Op het busstation hebben enkele buslijnen een halte staduitwaarts: GVB buslijnen 15 en 62 en Connexxion buslijnen 357 en 397. Stadinwaarts stoppen de bussen naast de vroegere halte van lijn 16.
In 2018 werd het plein voor het station gereconstrueerd waarbij de rijweg staduitwaarts naar de buitenkant werd verplaatst en tussen de rijweg en de niet meer gebruikte tramhalte, nu bushalte, zijn twee busstroken met haltes verschenen. Tussen de rijweg en de bushaltes verscheen weer een kleine groenstrook.